# Angelina Spicer
Angelina Spicer (* 16. Februar 1981 in Brooklyn, New York City, New York) ist eine US-amerikanische Schauspielerin und Stand-up-Comedian.

## Leben und Karriere
Angelina Spicer wurde 1981 in Brooklyn geboren. Sie besuchte die Theater Howard University und verließ diese mit einem Bachelor of Fine Arts. Sie spricht fließend Spanisch. Ihr Schauspieldebüt feierte Spicer in dem Fernsehfilm Mama Flora’s Family. Sie spielte die Hauptrollen in den Filmen First World und Carts. Seit 2012 ist sie in einer wiederkehrenden Rolle in der Stand-up-Comedy-Show Sktechy zu sehen.

## Filmografie (Auswahl)
- 1998: Mama Flora’s Family (Fernsehfilm)
- 2006: Murder by the Book (Fernsehserie, Folge 1x03 Faye Kellerman)
- 2007: Carts
- 2007: First World
- 2009: Steppin: The Movie
- 2009: Worst Week (Fernsehserie, Folge 1x12 The Article)
- 2009: The Intern
- 2009–2011: Electric Spoofaloo (Fernsehserie, zwei Folgen)
- 2010: Busted Reality
- 2011: Platonic (Fernsehserie)
- seit 2012: Sketchy (Fernsehserie)
- 2012: 10 Second Traumas (Fernsehserie, Folge 6x01 Unfriend)
- 2012: Static (Fernsehserie, Folge 1x01 Pilot)